# Club Sportif Moulien
Il Club Sportif Moulien è una società calcistica di Le Moule, città della Guadalupa. Milita nella massima divisione del campionato della Guadalupa e ha sede a La Moule. Disputa le partite interne nello Stadio Jacques Pontrémy (1.000 posti), situato nella zona meridionale della città.

## Palmarès
- Division d'Honneur: 12

1952-1953, 1954-1955, 1955-1956, 1964-1965, 1983-1984, 1984-1985, 1993-1994, 2008-2009, 2010-2011, 2012-2013, 2013-2014, 2022-2023
- Coppa di Guadalupa: 9

1948, 1954, 1972, 1974, 2008, 2010, 2013, 2014, 2017
- Ligue Antilles: 2

1947, 1955

### Competizioni internazionali
- Trophée des Clubs Champions des Antilles-Guyane: 1

2009

## Performance nelle competizioni CONCACAF
- CONCACAF Champions League: tre partecipazioni

1985, 1986, 1995

## Rosa
Stagione 2008/2009
| N. |                      | Ruolo | Calciatore              |
| -- | -------------------- | ----- | ----------------------- |
|    | Guadalupa (bandiera) | P     | Jean-François Allamelou |
|    | Guadalupa (bandiera) | P     | Jean-Baptiste Gassion   |
|    | Guadalupa (bandiera) | P     | Fabrice Mercury         |
|    | Guadalupa (bandiera) | D     | Jérémy Alphonse         |
|    | Guadalupa (bandiera) | D     | Kari Alvin              |
|    | Guadalupa (bandiera) | D     | Malick Bapaume          |
|    | Guadalupa (bandiera) | D     | Kévin Delannay          |
|    | Guadalupa (bandiera) | D     | Alix Galipo             |
|    | Guadalupa (bandiera) | D     | Jonathan Galipo         |
|    | Guadalupa (bandiera) | D     | Willy Luit              |
|    | Guadalupa (bandiera) | D     | Derick Nicolas          |
|    | Guadalupa (bandiera) | D     | Yohan Pounga            |
|    | Guadalupa (bandiera) | D     | Thierry Saint-Cilly     |
|    | Guadalupa (bandiera) | D     | Christian Selbonne      |
|    | Guadalupa (bandiera) | D     | Félix Siar              |
|    | Guadalupa (bandiera) | D     | Gueety Sole             |
|    | Guadalupa (bandiera) | D     | Thomas Viomesnil        |
|    | Guadalupa (bandiera) | C     | Steeve Bizasène         |

| N. |                      | Ruolo | Calciatore          |
| -- | -------------------- | ----- | ------------------- |
|    | Guadalupa (bandiera) | C     | Yohan Dulac         |
|    | Guadalupa (bandiera) | C     | Minji Gomez         |
|    | Guadalupa (bandiera) | C     | Jérémy Guicheron    |
|    | Guadalupa (bandiera) | C     | Christophe Houelche |
|    | Guadalupa (bandiera) | C     | Johan Komla-Soukha  |
|    | Guadalupa (bandiera) | C     | Kévin Lumon         |
|    | Guadalupa (bandiera) | C     | Diego Phaeton       |
|    | Guadalupa (bandiera) | C     | Rony Siar           |
|    | Guadalupa (bandiera) | C     | Daivy Soubdhan      |
|    | Guadalupa (bandiera) | C     | Régis Uger          |
|    | Guadalupa (bandiera) | A     | Jean-Luc Allamelou  |
|    | Perù (bandiera)      | A     | Hervé Cabrera       |
|    | Guadalupa (bandiera) | A     | Djordaniel Couchy   |
|    | Guadalupa (bandiera) | A     | Francky Gombauld    |
|    | Guadalupa (bandiera) | A     | Ludovic Gotin       |
|    | Guadalupa (bandiera) | A     | Max Lindor          |
|    | Guadalupa (bandiera) | A     | Pascal Quidal       |
|    | Guadalupa (bandiera) | A     | Didier Tacafred     |